# 裴宣 (北魏)
裴宣（454年—511年），字叔令，河东郡闻喜县（今山西省运城市闻喜县）人，出自河东裴氏定著五房之一的洗马裴，北魏官员。

## 生平
裴宣擅于辩论且见识广博，很早就享有声誉。裴宣很小时父亲去世，侍奉母亲和兄弟以孝友著称。被举荐为秀才后，裴宣前往京城，拜见司空李䜣，与他从早上谈到晚上，李䜣叹美不已。司空李冲有鉴别人才的能力，见到裴宣后很器重他。
魏孝文帝元宏初年，裴宣被征召担任尚书主客郎，与齐武帝萧赜的使者颜幼明、刘思效、萧琛、范云等人应对交接，转任都官郎，升任员外散骑侍郎。魏孝文帝曾经召集和尚讲说佛经，因此命令裴宣辩论，裴宣的辩论很有见识，受到魏孝文帝的称赞。北魏迁都洛阳时，裴宣被任命为采材副将，因为奉命出使符合旨意，被授任司空咨议参军。司空府解散后，裴宣转任司州治中，兼任司徒右长史，又转任司徒别驾，仍为长史。裴宣明智机敏有器局才干，总理司州州府事务，没有积压的公事，人们都称赞他。
魏宣武帝元恪初年，裴宣被授任太中大夫，兼领本郡中正，仍为别驾，又担任司州都督，升任太尉长史。裴宣上书说：“自从迁都以来，凡是布阵作战的地方，以及撤兵班师的道路，所有无人掩埋的尸骨，请命令各州郡检验掩埋。并命令送出士兵的乡里，家中有人死于兵役的，让他们都招魂，配祭先祖神灵，免除一年的租调，服役受伤的人，免除兵役。”朝廷听从了裴宣的建议。
裴宣外任征虏将军、益州刺史。裴宣善于绥靖安抚，很得羌戎的人心。北魏收复晋寿，改设置益州，将裴宣所任职所在改为南秦州。先前，有阴平氐族头领杨孟孙拥有数万民户，自立为王，勾结南梁，屡次成为边境祸患。裴宣于是派遣使者招抚，晓之以祸福，杨孟孙感恩，当即派儿子拜谒裴宣。武兴氐人姜谟等一千余人上书乞求朝廷延长裴宣的任期，魏宣武帝称赞裴宣。
裴宣家族世代以儒学为业，常常仰慕清廉退让，经常感叹的说：“以贾谊的才能，在汉文帝的时代，没有做到公卿，难道不是运气吗？”裴宣于是对亲戚和宾客说：“我原本是民间人士，素来没有治理人世的志向，只不过随着朝廷文书的推移到了这个位置。在双亲去世后才做官接受俸禄，有学问不能光大国家，尊仰先哲。可以回故乡了。”裴宣于是上表辞官，魏宣武帝不答应，裴宣于是作《怀田赋》以表示心志。永平四年（511年），裴宣生了重病，魏宣武帝派遣太医乘驿站马匹探视，并赐给御药。裴宣一向了解阴阳算卦的学问，自从患病就知道起不来了，自己算定了死亡的日期，果如其言，当时虚岁五十八。魏宣武帝为裴宣哀悼叹息，赠予左将军、豫州刺史，谥号定，很快改谥号为穆。

## 家庭

### 父亲
- 裴骏，北魏假给事中、散骑常侍、闻喜康侯

### 兄弟
- 裴修，北魏中大夫，兼祠部尚书
- 裴务，州主簿

### 儿子
- 裴敬宪，北魏太学博士
- 裴庄伯，北魏临淮王记室参军
- 裴献伯，东魏殿中尚书